# 로체스터 일렉트로닉스
로체스터 일렉트로닉스(Rochester Electronics, LLC)는 미국 매사추세츠주 뉴베리포트에 본사를 둔 반도체 유통 업체이다. 본 회사는 반도체 원제조업체와 협력하며 원제조업체들로부터 인증받은 재고 유통 및 제조업체로 일하고 있다. 수명 주기가 다가오거나 끝나가는 반도체를 공급한다. 대부분의 경우 이러한 제품은 원제조업체들을 통해 더 이상 구매할 수 없으며 더 이상 사용되지 않는 부품으로 간주된다.

## 역사
로체스터 일렉트로닉스는 커트 제리시(Curt Gerrish)에 의해 1981년에 설립되었다. 제리시는 모토로라에서 경력을 쌓았으며, 그 곳에서 20년 동안 근무했다. 모토로라(Motorola)에서 그는 반도체의 제품 수명 주기가 거의 끝나갈 무렵 대기업과 정부 기관이 직면한 어려움에 대해 알게 되었다.
새로운 부품이 시장에 출시되는 즉시 기존의 부품들은 더 이상 사용되지 않고, 원 제조업체는 더 이상 지원을 하지 않는다는 사실을 발견했다. 제리시는 수명이 다한 반도체 제품에 대한 수요가 있다는 것을 깨달았고 모토로라를 떠나 로체스터 일렉트로닉스를 시작하게 되었다.

## 현재
로체스터 일렉트로닉스는 매사추세츠주 뉴베리포트에 메인 창고가 위치해 있으며, 150억개가 넘는 온도,습도 조절/저장 시설과 질소퍼지 건조된 상자에서 120억개 이상의 실리콘 다이 재고들을 보유하고 있다. 단종된 반도체를 유통하는 것 외에도 공인 제조업체로서 제품을 조립하고 테스트한다.  또한 더 이상 설계 문서가 없는 실리콘과 부품에 대해서도 재생성(re-creation)을 수행한다.

## 위치
로체스터 일렉트로닉스는 매사추세츠주 뉴베리포트에 본사를 두고 있으며, 싱가포르와 영국 케임브리지셔주에 지역 본사를 두고 있다. 독일 뮌헨, 중국 상하이, 일본 도쿄, 애리조나주 챈들러에 지역 영업 사무소가 있으며 설계 기술 센터는 메릴랜드주 록빌과 미네소타주 번스빌에 위치해 있다.

## 반도체 위조 방지 인식
비행기, 기차, 생명을 구하는 건강 관련 장비 등과 같은 수많은 중요한 시스템과 제품에 반도체가 내장되어 있기 때문에 하나의 고장으로 인해 전세계 사람들의 건강과 안전에 상당한 위험을 초래할 수 있다. 위조 반도체가 심각한 건강 및 안전 문제를 야기 및 / 또는 잠재적으로 야기하는 여러 건의 문서화된 사건이 있었다. 2006년 로체스터 일렉트로닉스는 반도체 산업 협회(Semiconductor Industry Association, SIA)의 위조 방지 태스크포스(Anti-Counterfeiting Task Force, ACTF) 설립을 시작했다. 그들은 최고의 구매 관행과 위조 및 불량 반도체를 피하는 일의 중요성을 홍보하는 적극적 참여자들이다.